# 驚慄劇場
驚慄劇場，是香港著名驚慄小說作家畢名筆下的驚慄小說系列名稱，首本小說於2007年推出，直至現在已推出超過九本系列小說。初版小說由知出版有限公司推出，一共四集，其後小說由明報出版社屬下品牌日閱堂推出，成為香港驚慄小說經典。

驚慄劇場系列可以再分為兩個系列，一個是由知出版有限公司推出的港日式恐怖主題系列，以一間稱為「靈出版」雜誌社為核心發展的靈異恐怖故事，當中有探討倫理關係，亦有以人性貪婪好奇為主題。由知出版有限公司代理的三本「靈出版」主題初版小說，現由台灣明日工作室代理推出完全版，系列名稱改為「靈異出版社」，完全版由畢名修訂，除保留原有神髓外，更豐富三部小說之間的人物關係，形成不同故事間有互動交疊關係。這系列小說得到台灣科幻大師張草、暢銷小說作家柚臻、人氣小說作家D51等推薦支持。

另一個主題系列以瑪雅末日預言為主線，在作者筆下發展出一部科幻式驚慄小說，當中有揉合宗教上的七宗罪，亦有結合墨西哥神話傳說，建構出正邪敵對的科幻世界。這套由明報出版社推出的系列小說，全書共六本，合共約四十六萬字，登場人物眾多，有主角「極惡刑警」司徒凌宇，勇探霍華、霍恩兄妹，邪教七鬼手阿爾瑪、項月、羅托斯、亨利、傑克、小華、迦南等等，作品曾被插畫家阿柱繪畫成海報等精品。

### 知出版
- 2007年3月  《1414》 ISBN 9628943766
- 2008年1月  《末殺者2012》 ISBN 9628983156
- 2008年6月  《娃娃契約》 ISBN 9628983296
- 2009年3月  《援交血罪》 （页面存档备份，存于） ISBN 9628983571
- 2009年6月  《魔眼檔案》 （页面存档备份，存于） ISBN 9628983768

### 明報出版社日閱堂
- 2010年7月  《殺性回歸》 ISBN 9888027948
- 2011年5月  《末殺者》(修訂版)[永久] ISBN 9888082094
- 2011年6月  《沉淪者》(修訂版)[永久] ISBN 9888082396
- 2012年1月  《守護者》 ISBN 9888134515
- 2012年7月 《終結者》(上冊) ISBN 9888135244
- 2012年12月《終結者》(下冊) ISBN 9789888206100

## 靈異出版社

### 明日工作室
- 2012年6月  《畸羅之眼》 （页面存档备份，存于） ISBN 9862903384
- 2012年9月  《嬰之契約》 ISBN 9862904046
- 2013年1月  《別殺我媽媽》 （页面存档备份，存于） ISBN 9789862904985